# Kwangali
Le kwangali (autonyme : rukwángali) est une langue bantoue parlée par la population kavango, principalement en Namibie et également en Angola.

## Nom
Le kwangali est aussi appelé kwangare, kwangari, rukwangari, sikwangali et vakwángali.
En Angola, il est parfois nommé cuangar.

## Caractéristiques
Le kwangali est une langue à tons (haut et bas) comportant un clic.
Avec les diverses colonisations de pays Européens, son vocabulaire comprend un grand nombre de mots Portugais, Allemands, Anglais, mais de nos jours, ce sont plutôt des mots dont l'origine est Afrikaans qui enrichissent cette langue.[réf. nécessaire]

### Dialecte
Il existe le dialecte du shambyu (aussi appelé sambio, sambiu, sambyu, shisambyu),.

### Typologie
Cette langue utilise une typologie syntaxique suivant l'ordre sujet-verbe-objet (SVO) dans ses phrases.

### Alphabet
Le kwangali s'écrit grâce à 18 consonnes et 5 voyelles de l'alphabet latin.

## Utilisation
En 2017, K. Legère a recensé 130 000 locuteurs en Namibie et 22 000 en Angola.
Cette langue est parlée dans les régions namibiennes du Kavango East et du Kavango West, et dans les municipalités de Diriku et Kalai de la province angolaise du Cuando-Cubango.
C'est une langue reconnue en Namibie par les sections 4.1.5.1 et 5.5 du National Curriculum, Basic Education de 2009.
Dans les régions namibiennes où elle est parlée, elle est utilisée par tous dans tous les domaines. C'est également la principale langue utilisée dans les écoles primaires et une matière à part entière dans l'enseignement secondaire. .
Elle est peut-être intelligible par les locuteurs du diriku et est utilisée comme langue seconde par ceux du Haikom .